# Шорт, Антрим
Марк А́нтрим Шорт (англ. Mark Antrim Short; 11 июля 1900, Цинциннати, Огайо — 24 ноября 1972, Лос-Анджелес, Калифорния) — американский актёр и продюсер. Брат актрисы Гертруды Шорт и двоюродный брат Бланш Свит.

## Биография
Родился в Цинциннати, штат Огайо в семье актёров Лью и Эстеллы Шорт. В подростковом возрасте начал карьеру на бродвеи, имея успех в фильме Спасения Нелл. Жена — актриса Фрэнсис Моррис наиболее известна по роли земной мамы Джорджа Ривза в телесериале «Приключения Супермена».
Скончался 24 ноября 1972 года в Лос-Анджелесе.

## Фильмография
- 1917 — Том Сойер — Джо Харпер
- 1917 — Ребекка с фермы Саннибрук — неизвестно
- 1936 — Млечный Путь — (нет в титрах)
- 1936 — Мистер Дидс переезжает в город — (нет в титрах)